# Kasteel van Miremont
Het Kasteel van Miremont (Frans: Château de Miremont) is een kasteel in de Franse gemeente Chalvignac. Het kasteel is een beschermd historisch monument sinds 1973.